# Балинген
Балинген (нем. Balingen, алем. нем. Balenga) — город в Германии, районный центр, расположен в земле Баден-Вюртемберг.
Подчинён административному округу Тюбинген. Входит в состав района Цоллернальб. Население составляет 33 959 человек (на 31 декабря 2010 года). Занимает площадь 90,34 км². Официальный код — 08 4 17 002.
Город подразделяется на 12 городских районов.

## Достопримечательности
Символом города и его главнейшей достопримечательностью является замок Балинген, к которому примыкает старый квартал кожевенников. С точки зрения истории и архитектуры, интерес представляет позднеготическая городская евангелическая церковь, посвящённая Деве Марии. Кроме того, сохранились фрагменты средневековой городской стены.
В галерее Фридриха Эккенфельдера (Friedrich-Eckenfelder-Galerie) представлены работы известного немецкого художника, многие годы жившего и работавшего в Балингене.
В городе располагается музей весов (Waagenmuseum), в котором представлены весы и гири с римских времён до наших дней.